# بازی بزرگ (کتاب)
بازی بزرگ: مبارزه برای امپراتوری در آسیای میانه (به انگلیسی: The Great Game; The Struggle for Empire in Central Asia) نام کتابی است، نوشته پیتر هاپکرک نویسنده و روزنامه‌نگار آمریکایی. این کتاب به رقابت‌های سیاسی و ژئوپلیتیکی بریتانیا و روسیه در میانه ساله‌های ۱۸۱۳ تا ۱۹۱۷ در آسیای مرکزی می‌پردازد.

## ترجمه
این کتاب در ایران توسط انتشارات نیلوفر و با عنوان «بازی بزرگ؛ عملیات سازمان‌های جاسوسی روس و انگلیس در آسیای مرکزی و ایران»، با ترجمه رضا کامشاد، منتشر شده‌است.